# Georg Alfred Plehn

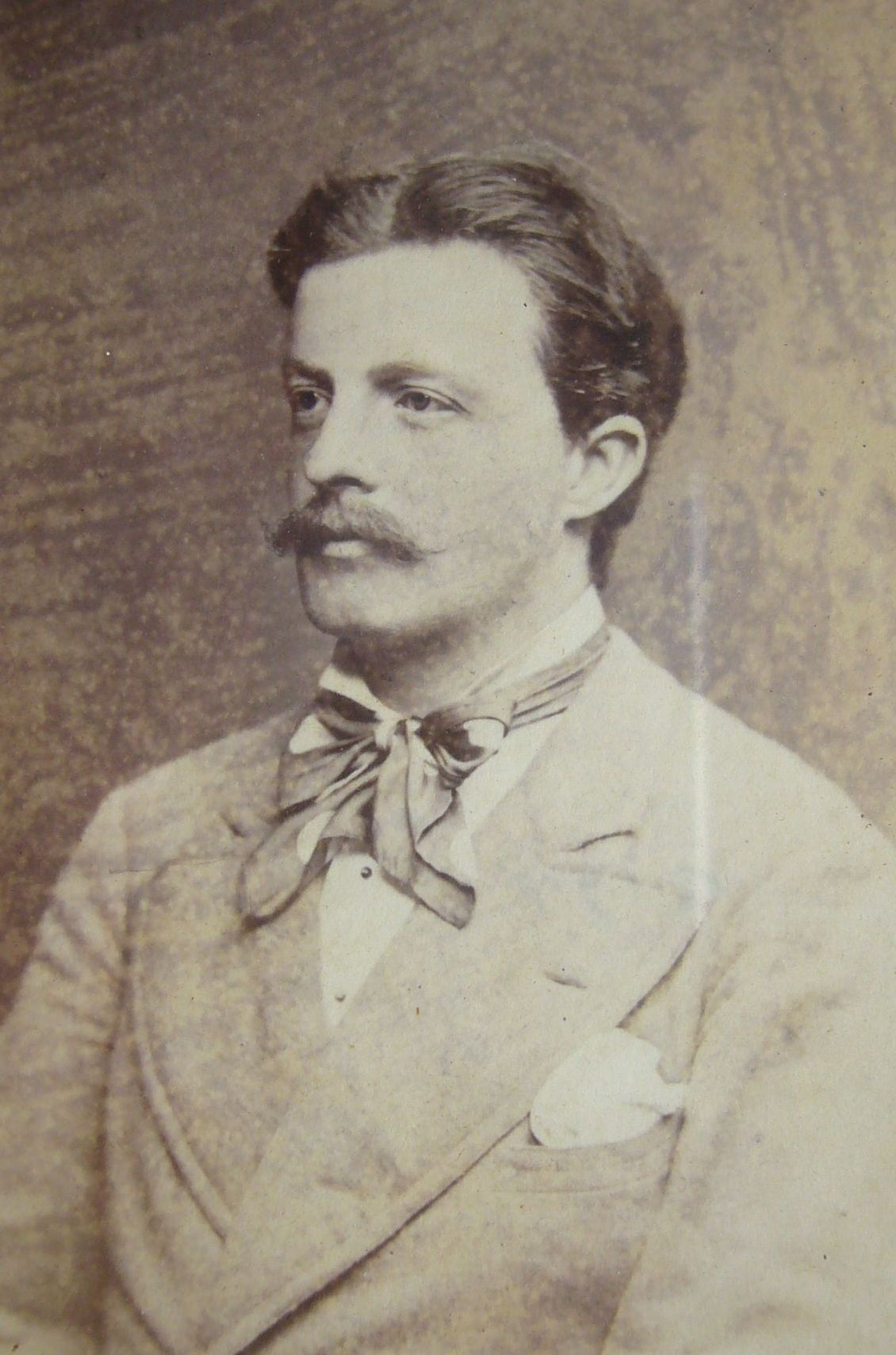
Georg Plehn

Georg Alfred Plehn (* 3. August 1868 in Kopitkowo, Kreis Preußisch Stargard; † 15. März 1941 Grafrath) war ein deutscher Konsul und Gesandter.

## Leben
Plehn war Sohn des Rittergutsbesitzers Georg Plehn. Seit 1895 im Auswärtigen Amt, war er Vizekonsul in Warschau, Konsul in Denver, Generalkonsul in Barcelona und Zürich und seit 1920 Gesandter in Brasilien. Nach seiner Verabschiedung 1925 zog er sich auf seinen Besitz Birkenbichl in Grafrath in Oberbayern zurück. Plehn war mit Lulu geb. Haas verheiratet. Seit 1886 war er Mitglied des Corps Saxonia Göttingen. 1889 leitete er den Kösener Congress. Am Ersten Weltkrieg nahm er als Major der Reserve teil. Seine Geschwister waren die Tropenmediziner Albert Plehn (1861–1935) und Friedrich Plehn (1862–1904), die Biologieprofessorin Marianne Plehn (1863–1946), die Malerin Rose Plehn (1863–1945) sowie der Forstwissenschaftler und Kolonialbeamte Rudolf Plehn (1868–1899).

## Schriften
- Die Wasser-Verwendung und -Verteilung im ariden Westen von Nordamerika. Hamburg: Friedrichsen, 1911. (= Abhandlungen des Hamburgischen Kolonialinstituts, Bd. 4)
- Das Trockenfarmen im Westen der Vereinigten Staaten von Nordamerika und seine wirtschaftliche Bedeutung für die Erschließung regenarmer Gebiete. Hamburg: Friedrichsen, 1913. (= Abhandlungen d. Hamburg. Kolonialinstituts, Bd. 13)